# General Zod
O General Zod é um vilão fictício dos filmes e quadrinhos do Superman, da DC Comics. Apareceu pela primeira vez em Adventure Comics #283 (abril de 1961), criado por Robert Bernstein e desenhado inicialmente por George Papp. Assim como o Superman, é um dos kryptonianos sobreviventes à destruição de seu planeta natal, e assim possui os mesmos poderes que Superman. Zod teve várias versões, discutidas abaixo. É considerado um dos maiores inimigos do Superman.

## Era de Prata
O General Dru-Zod apareceu como um dos internos da Zona Fantasma. Quando Krypton existia, ele tentou tomar o planeta construindo replicas suas, e foi condenado a Zona Fantasma. Logrando o Superman original, fez com que o Menino de aço o libertasse. Manifestando poderes sob o sol terrestre, ele tentou dominar a Terra, mas Homem de Aço o enviou de volta ao confinamento.

## Mundo Compacto
Após Crise nas Infinitas Terras, foi estabelecido que Superman era o único kryptoniano vivo, então a existência do Zod de histórias anteriores foi apagada. Entretanto, em suas aventuras, Superman descobriu o Mundo Compacto, uma dimensão onde havia uma duplicata de Krypton, que também explodiu. Nesta dimensão, o projetor da Zona fantasma foi achado pelo Lex Luthor de lá, que ingenuamente libertou os 3 criminosos kryptonianos do confinamento: Zod, Quex-Ul e Faora Hu-Ul. O nível de poder dos Kryptonianos era Pré-Crise, o que era um desafio até mesmo para nosso Superman. Os 3 destruíram a atmosfera da Terra do Mundo Compacto, matando praticamente toda a humanidade de lá. Superman consegue usar kryptonita dourada para remover os poderes dos kryptonianos (kryptonianos só são afetados por kryptonita de suas dimensões natais). Os kryptonianos juraram que poderiam reaver seus poderes, posteriormente. Superman então enfrentou o dilema; se deixasse-os lá, eles poderiam morrer devido a falta de atmosfera e recursos essenciais. Se os levasse ao nosso mundo, eles não poderiam ser presos, dado que nenhuma autoridade da Terra tinha jurisdição sobre crimes cometidos em outra dimensão; somente uma do próprio Mundo Compacto, cuja população estava toda morta. Ademais, a visão de imaginar os 3 kryptonianos recuperando seus poderes e tornando o mundo um inferno assustava Superman. O homem de aço juntou então numa caixa as kryptonitas verde, dourada, branca e vermelha do Mundo Compacto, e matou os 3 kryptonianos.

## Zod de "Retorno a Krypton"
No arco de história Retorno a Krypton, uma versão alternativa de Krypton ainda existindo mostrava sua versão de Zod, que tentava tomar o poder em Krypton. Essa foi uma realidade artificial criada por Brainiac 13.

## Era Moderna

### O Último Filho
Superman confrontou Zod, Ursa e Non que escaparam da zona fantasma,isso graças ao filho do Zod com Ursa no perímetro da zona conhecido por forte Rozz o único lugar sólido de toda zona,daí está a razão do nascimento de Lor-Zod.
Superman acha o jovem menino filho do casal,e fica mais evidenciado á superman que existe mais kriptonianos.
O trio não só se liberta, mas livra também inúmeros outros criminosos da Zona Fantasma, Superman é mandado para a Zona por eles, utilizando o projetor da Zona.
Lá dentro, Superman encontra com Mon-el que o ajuda a escapar da Zona. Chegando à Terra, logo se alia a Lex e ao seu esquadrão vingador para deter os kriptonianos (eles derrotaram até a Liga da Justiça e a Sociedade da Justiça sem dificuldades). A saga fez um sucesso estrondoso na Action Comics, o visual do trio é idêntico ao apresentado no filme Superman II: A aventura continua, foi desenhada por Adam Kunbert e roteirizada por Geoff Jonhs e Richard Donner (diretor dos dois primeiros filmes do Superman). O nome do garoto é Lor-Zod, recebendo o nome por Clark de Cristopher Kent, grande homenagem ao Cristopher Reeve. Ao final da saga o Esquadrão Vingador vai preso só escapa Bizarro, que deu origem a saga fuga do mundo Bizarro na mesma revista. É nesse arco que é introduzido pela primeira vez a versão pós-crise de Zod.

### Novo Krypton
Zod, Ursa e Non foram libertados da Zona Fantasma por Alura para que Zod se tornasse o líder dos kryptonianos.
Quando Superman decide ver como é a vida em Novo Krypton, ele é inserido no exército de Zod. Os dois têm um relacionamento profissional, deixando de lado o que ocorreu no passado, mas ainda eles não confiam um no outro. Quando Zod ordena que Superman mate um criminoso kryptoniano, Superman desobedece a ordem, sentindo que isso além de desnecessário, é errado. Mesmo assim o criminoso é executado e Zod acusa Superman de traição, onde ele é declarado culpado. Antes de ser executado, Superman diz à todos diante dele, incluindo Zod, um pouco sobre moralidade. Para a surpresa de todos, Zod se vê comovido pelas palavras do seu antigo inimigo e ordena para que o conselho declare Superman inocente. Como resultado, Superman é livre das acusações. Quando questionaram Zod sobre o porquê dele não ter ido adiante com a execução do filho de alguém que ele odiava tanto, Zod disse que era de esquecer o passado e que seu exército estaria melhor com Superman nele. Com isso, deu-se um respeito mútuo, isso se não for paz, entre Superman e Zod. Durante uma cerimônia kryptoniana, Zod é baleado por Ral-Dar, que estava trabalhando para Sam Lane. Zod nomeia Kal-El (Superman) como General temporário até que ele esteja recuperado do ferimento. Zod se recupera e retorna em péssimo momento já que Kal-El, Adam Strange e Tyr-Van estavam quase para ser mortos já que perderam seus poderes graças à Tam-Or, principal suspeito de ter matado um membro do conselho, e Superman não pode detê-lo. Zod para a execução e junto com Kal, encontra quem era o último membro dos traidores de Krypton e o prende.

## Outras mídias
Zod é mais conhecido em outras mídias que nos próprios quadrinhos.

### Cinema

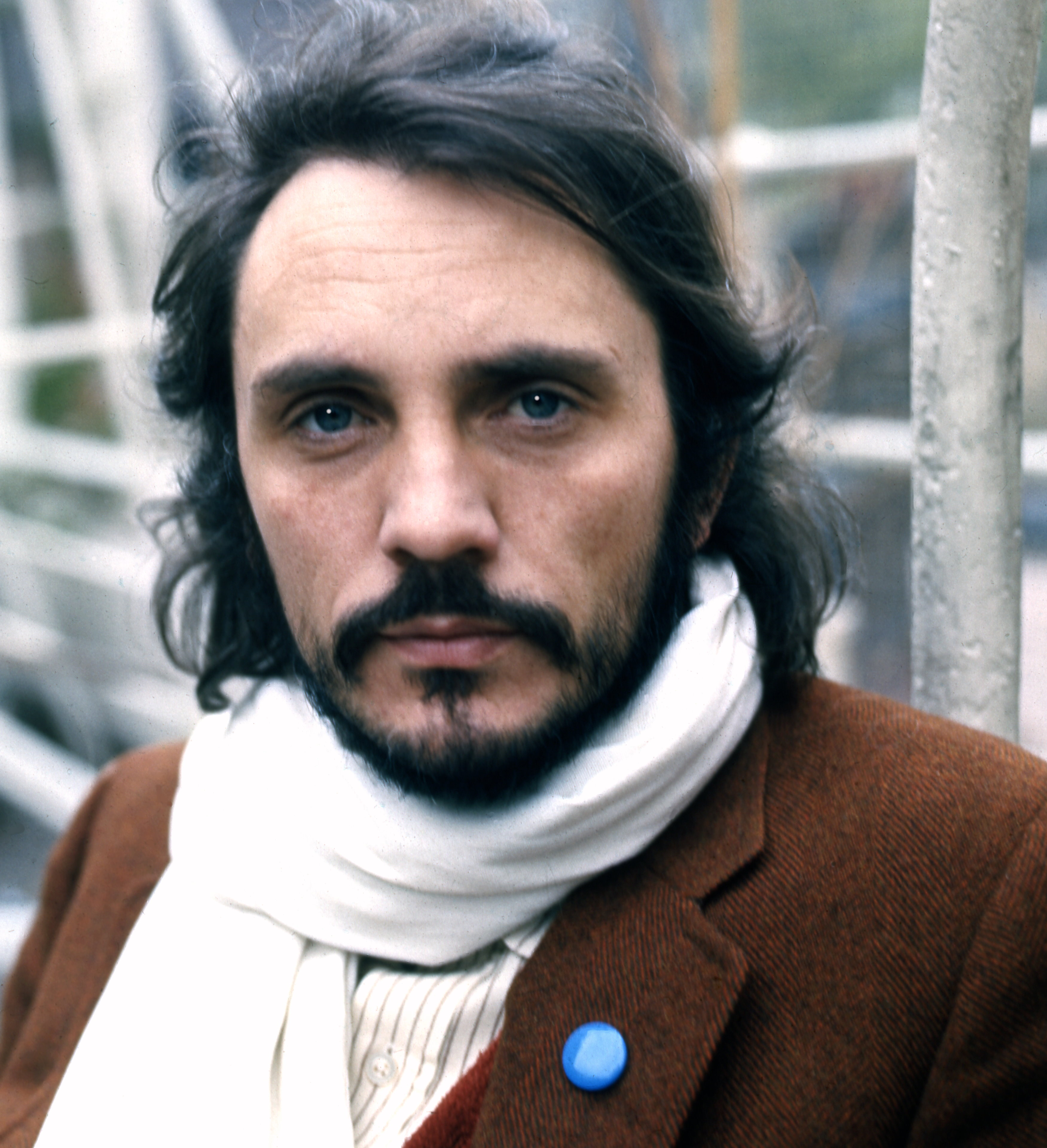
Terence Stamp intrepretou o General Zod no filme em 1978 e na sua sequência.

#### Superman - A Pentalogia (1978-2006)
- A primeira vez ele apareceu brevemente em Superman: O Filme (1978) sendo interpretado por Terence Stamp (que também interpretou o personagem na sequência). O conselho de Krypton o julgava por ter tentado tomar o poder político em Krypton por meio de um golpe. Não obtendo sucesso, foi preso na Zona Fantasma, junto com dois comparsas, Non e Ursa, jurando vingança contra Jor-El. A prisão, ironicamente, fez com que escapasse do terrível fim de Krypton.

- Em Superman II (1980), novamente sendo interpretado por Terence Stamp, uma bomba de hidrogênio liberta os criminosos kryptonianos, ao chegarem na Terra descobrem os super-poderes e começam o plano para dominar o mundo. Eles se unem à Lex Luthor que os leva à Metrópolis, nisso Superman chega e os dois se enfrentam. A batalha termina na Fortaleza da Solidão onde Superman usa um mecanismo para tirar os poderes dos três. Superman derrota Zod e os outros tentam voar mas não conseguem e acabam caindo num precipício.

#### Universo Estendido da DC (2013-2016)
- O ator americano Michael Shannon interpretou o General Zod em O Homem de Aço (2013). No filme, Zod, um grande amigo de Jor-El (Russel Crowe), tenta dar um golpe de estado para reorganizar as classes de Krypton, algo que Jor-El discorda e coloca os dois outrora amigos em confronto, principalmente quando Jor-El revela que ele e sua esposa, Lara, tiveram um filho, o qual pretendiam mandar para fora de Krypton. Os dois se enfrentam e, quando a nave contendo o filho de Jor-El vai para o espaço, Zod, em um ato de fúria, mata Jor-El. Zod é mais tarde preso e condenado a ficar exilado na Zona Fantasma, mas quando Krypton é destruída, ele e seu exército são libertados da Zona Fantasma e utilizam o portal como meio de transporte para encontrar as outras colônias kryptonianas, mas todas elas estão mortas, restando apenas o armamento e outros aparatos tecnológicos, os quais Zod e seu exército confiscam. Trinta e três anos depois da destruição de Krypton, Zod e seu exército recebe um sinal de socorro vinda da Terra, e assim ele obtém a localização do paradeiro do filho de Jor-El, Kal-El. Ele ameaça a Terra de destrui-la caso Kal-El não seja entregue a ele dentro de 24 horas, mas Kal-El decide se entregar. Dentro da nave, e utilizando uma máquina para ter acesso à mente de Kal-El, Zod descobre quem Kal era aqui na Terra e revela o que aconteceu com ele em Krypton, em sua busca por outros kryptonianos e o que pretendia fazer com a Terra, que era justamente usar uma máquina, a qual ele confiscou em sua busca pro sobreviventes, para transformar a Terra em um Novo Krypton e sacrificar toda a raça humana. Antes de dar início ao plano de terraformar a Terra, ele e seu exército partem em busca do Codex, o material genético de Krypton que era usado pelas câmaras biogenéticas para formar os fetos artificiais, e vão para Fazenda Kent, ameaçando Martha, a mão adotiva de Kal. Kal chega e enfrenta Zod, conseguindo danificar a armadura de Zod e fazendo com que ele se enfraqueça devido a ouvir as vozes de todos. De volta à sua nava, Jax-Ur revela a Zod que o Codex está dentro do corpo de Kal, e que Kal não precisa estar vivo para ser realizada a extração do Codex. Zod vai para o local onde a nave que emitiu o sinal de socorro está. Ao entrar, a inteligência artifical com as memórias de Jor-El vem falar com ele, tentando convencê-lo a não sacrificar a raça humana, de que Krypton e a Terra podem coexistir, mas Zod não quer isso e dá o comando para que Jor-El seja deletado. Após Kal conseguir impedir o plano de Zod de terraformar a Terra ao destruir as máquinas, Zod pilota a nave até Metropolis e Kal a invade, queimando o veículo com sua visão de calor. Zod implora para que ele não faça isso, pois essa é a única chance que Krypton tem de viver. Kal hesita, mas decide destruir a nave, dizendo que Krypton já teve sua chance. A nave cai e o exército de Zod é sugado para a Zona Fantasma. Zod, enfurecido, inicia uma luta contra Kal, ameaçando matar todos os humanos e que a luta só vai acabar quando um dos dois morrer. Kal consegue subjugar Zod, mas ele ameaça atingir uma família ali perto com sua visão de calor, e Kal não vê outra escolha, a não ser matá-lo, quebrando o pescoço dele.

- Em Batman vs Superman: A Origem da Justiça (2016), o corpo de Zod e a nave foram confiscados pelo governo. Lex Luthor consegue ter acesso à nave e consegue transferir o corpo de Zod para a LexCorp. Após ter acesso a todo o conhecimento de Krypton, ele usa a câmara biogenética para reviver Zod e utiliza o seu próprio sangue para fazer isso. Como resultado, Zod renasce como Apocalypse e enfrenta Superman novamente, e depois o enfrenta juntamente com Batman e Mulher Maravilha. Ao final do confronto, Superman crava uma lança de kryptonita no peito dele, mas ele agarra Superman e crava os ossos de sua mão no peito dele, e assim a luta acaba com a morte dos dois.

### Desenho Animado
- No desenho animado de Superman dos anos 80, feito pela Ruby Spears, Zod e suas 2 comparsas (nesta versão, eram duas mulheres em vez de um homem e uma mulher) kryptonianas criam uma criatura chamada Caçador para tentar liberta-los da Zona fantasma. Nesta adaptação, o visual de Zod é idêntico aos quadrinhos.

### Smallville
Zod é um vilão recorrente em Smallville, onde é mostrado um pouco do passado do personagem. O clone jovem de Zod é interpretado por Callum Blue.
Zod começou sua carreira militar como major e era o melhor amigo de Jor-El, com quem tinha uma relação fraternal e também ele tinha uma esposa e um filho. Uma guerra em Kandor estava ocorrendo contra o Black Zero, e Zod e seus soldados estavam tendo seus sangues retirados por um médico, mas Jor-El impede o procedimento e, após isso, Kandor é destruída com a família de Zod ainda na cidade. Jor-El foi colocado sob julgamento e seria executado (isso ocorreu devido a ele ter impedido o procedimento de extração de sangue), Zod conversou com o Conselho para perdoar Jor-El e eles deixaram Jor-El livre contanto que ele e Zod doassem o sangue para a esfera kryptoniana (a mesma esfera que Lex usara para derrotar Clark no episódio final da 7ª temporada). Enquanto eles faziam o procedimento, Zod pede à Jor-El que use as células de seu filho morto para colocar na esfera, mas Jor-El se recusa pouco antes de extrair o sangue de Zod. Após a extração, ele declara que Jor-El está mais morto para ele que seu filho. Anos mais tarde, Zod foi promovido à general e construiu um exército para tomar Krypton, o que iniciou uma guerra e, consequentemente fez com que em parte Zod se tornasse o responsável pela destruição do planeta. Antes disso acontecer, Zod havia reprogramado Brainiac para ajudá-lo na sua conquista e tinha tentado ter filhos com sua segunda esposa, Faora. No entanto, como ela não podia engravidar, juntos uniram seus DNAs com os das mais perigosas bestas kryptonianas, que resultou no nascimento do Davis. Eles enviaram Davis em uma cápsula junto com a nave que trouxe Kal-El à Terra. Tendo em mente que talvez seria melhor governar a Terra pois aqui eles teriam poderes. Nessa guerra, Zod também usou o irmão de Jor-El, Zor-El. Após o término da guerra, Zod tiveram seus corpos destruídos enquanto que seus espíritos foram postos na Zona Fantasma.
No episódio que inicia 5ª temporada, "Arrival", Brainiac vem à Terra para procurar um hospedeiro para Zod. Inicialmente, seria Clark Kent já que ele era o único kryptoniano aqui na Terra, mas os planos dele falharam. Entretanto,, em Hypnotic, Brainiac vê em Lex Luthor o hospedeiro perfeito para Zod, mas o que faltava era Lex ter poderes kryptonianos. Brainiac foi ganhando a confiança de Lex e, em "Oracle", injetou nele uma substância que foi dando a ele os mesmos poderes que um kryptoniano possui. No episódio final da temporada, "Vessel" Clark enfrenta Lex e tinha como missão destruí-lo, mas ao invés disso destrói Brainiac, com isso, abrindo o portal para a libertação de Zod. Zod possui o corpo de Lex e até faz uma oferta de parceria com Clark, ele se recusa e é preso na Zona Fantasma.
No episódio que inicia a 6ª temporada, "Zod", Zod começa seus planos para dominar a Terra. Clark eventulamente consegue escapar da Zona Fantasma enquanto que o vilão estava usando um mecanismo para transformar a Terra num Novo Krypton. Clark destrói o mecanismo e uma batalha entre os dois se inicia. Zod leva vantagem já que Clark não tem muita experiência em combate corpo-a-corpo. Ele ordena que Clark se ajoelhe perante ele, ele faz isso e, ao tocar na mão de Zod, Clark coloca um cristal kryptoniano que servia para destruir os prisioneiros da Zona Fantasma. Nisso, Zod sai do corpo de Lex e é destruído.
No episódio "Bloodline" da 8ª temporada, Clark e Lois acidentalmente acabam indo parar na Zona Fantasma. Ao saírem com a ajuda de Kara, Lois é possuída por Faora que procura por seu filho, Davis. Ao encontrá-lo, ela revela a origem dele e diz que ele se assemelha muito com Zod. Ela é destruída por Kara da mesma maneira que Zod foi. No final dessa temporada no episódio "Doomsday", Apocalipse é derrotado por Clark, a esfera libera os clones de Zod e seus soldados.
Na 9ª temporada, o clone jovem de Zod, Major Zod, é o vilão principal nessa temporada.  Tendo as memórias de sua versão original, ele pensa ser o verdadeiro Zod, mas em "Kandor", o clone de Jor-El revela a ele que todos eles (ele próprio, Zod e os kandorianos) são clones. Em "Sacrifice", Zod após matar Faora, que estava grávida dele, Zod engana os outros dizendo que quem a matou foram os agentes do Xeque-Mate. Com isso ele convence seu exército a declarar guerra contra a Terra e eles o nomeiam general. No episódio final da temporada, "Salvation", o agora General Zod, começa aos poucos dominar a Terra com a ajuda de seus soldados. Clark consegue um artefato kryptoniano chamado Livro de Rao, uma espécide de chave que conectada a um painel kryptoniano, abriria um portal para mandar os kryptonianos para um outro planeta onde eles pudessem construir um Novo Krypton. Clark acaba fazendo Zod admitir que ele matou Faora, o que irrita seus soldados e faz com que eles concordem em irem para Novo Krypton. Entretanto, Zod carrega consigo uma adaga de kryptonta azul, assim ele e Clark tornam-se humanos e não são mandados para Novo Krypton. Nisso, os dois se enfrentam em uma batalha épica. A batalha termina com Clark enfiando a adaga em si mesmo e caindo do prédio com ela presa em seu abdômen. À mediada que Clark vai caindo, Zod volta a ter os poderes e é mandado para Novo Krypton.